# Universidade Ben-Gurion do Neguev
A Universidade Ben-Gurion do Neguev (em hebraico: אוניברסיטת בן-גוריון בנגב, cuja pronúncia é Universitat Ben-Guriyon baNegev) é uma universidade pública de pesquisa em Berseba, Israel, fundada em 1969. Possui cinco campus: o Campus da Família de Marcos, em Berseba; o Campus David Bergmann, em Berseba; o Campus David Tuviyahu, em Berseba; o Campus de Sede Boqer e o Campus de Eilat.
A Universidade Ben-Gurion é um centro de ensino e pesquisa com cerca de 20.000 alunos. Alguns de seus institutos de pesquisa incluem o Instituto Nacional de Biotecnologia no Negev, o Instituto Ilse Katz de Ciência e Tecnologia em Nanoescala, os Institutos Jacob Blaustein para Pesquisa do Deserto com a Escola Internacional Albert Katz para Estudos do Deserto e o Instituto de Pesquisa Ben-Gurion para estudo de Israel e do sionismo.

## História

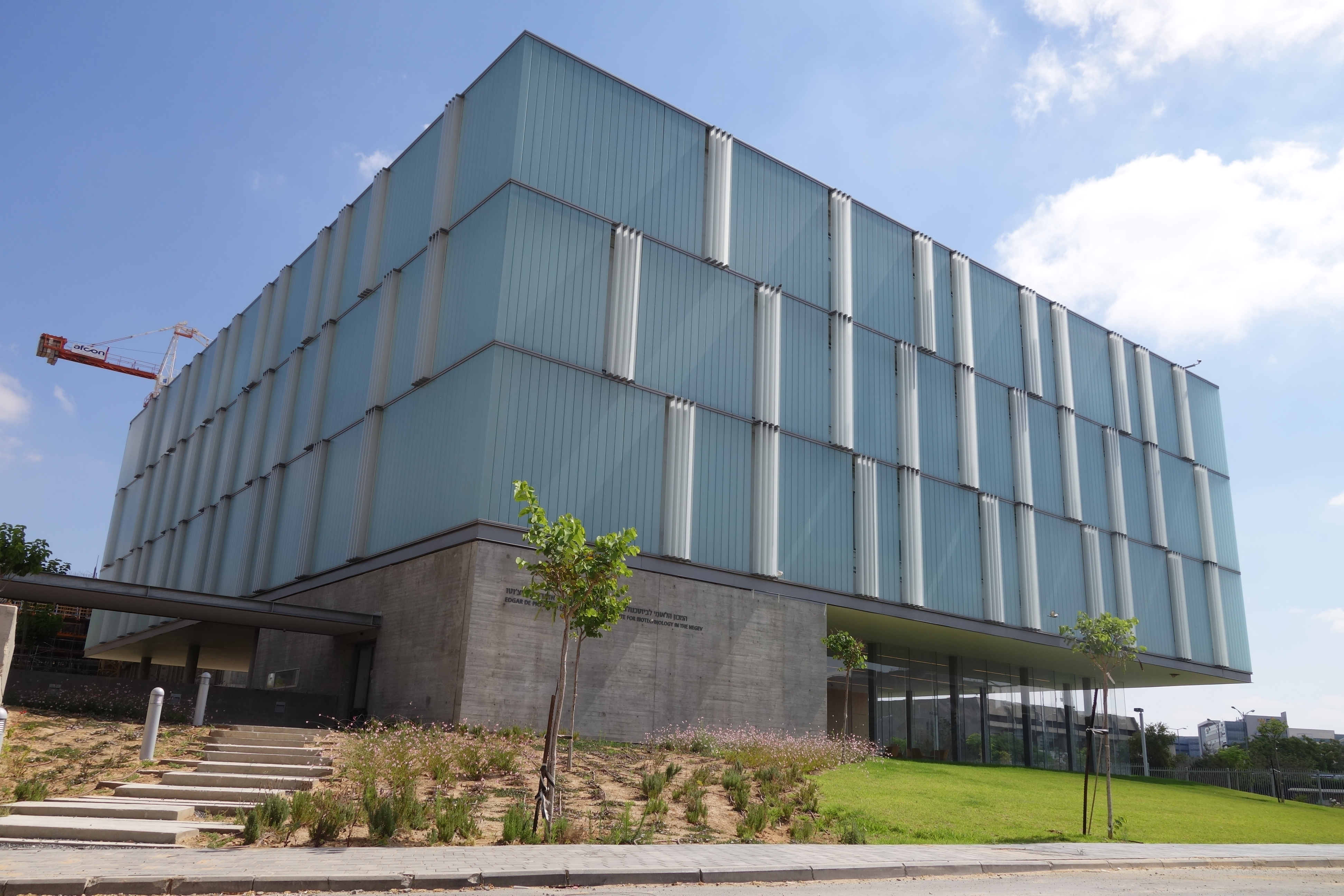
O Instituto Nacional de Biotecnologia da Família Edgar de Picciotto no Edifício Negev

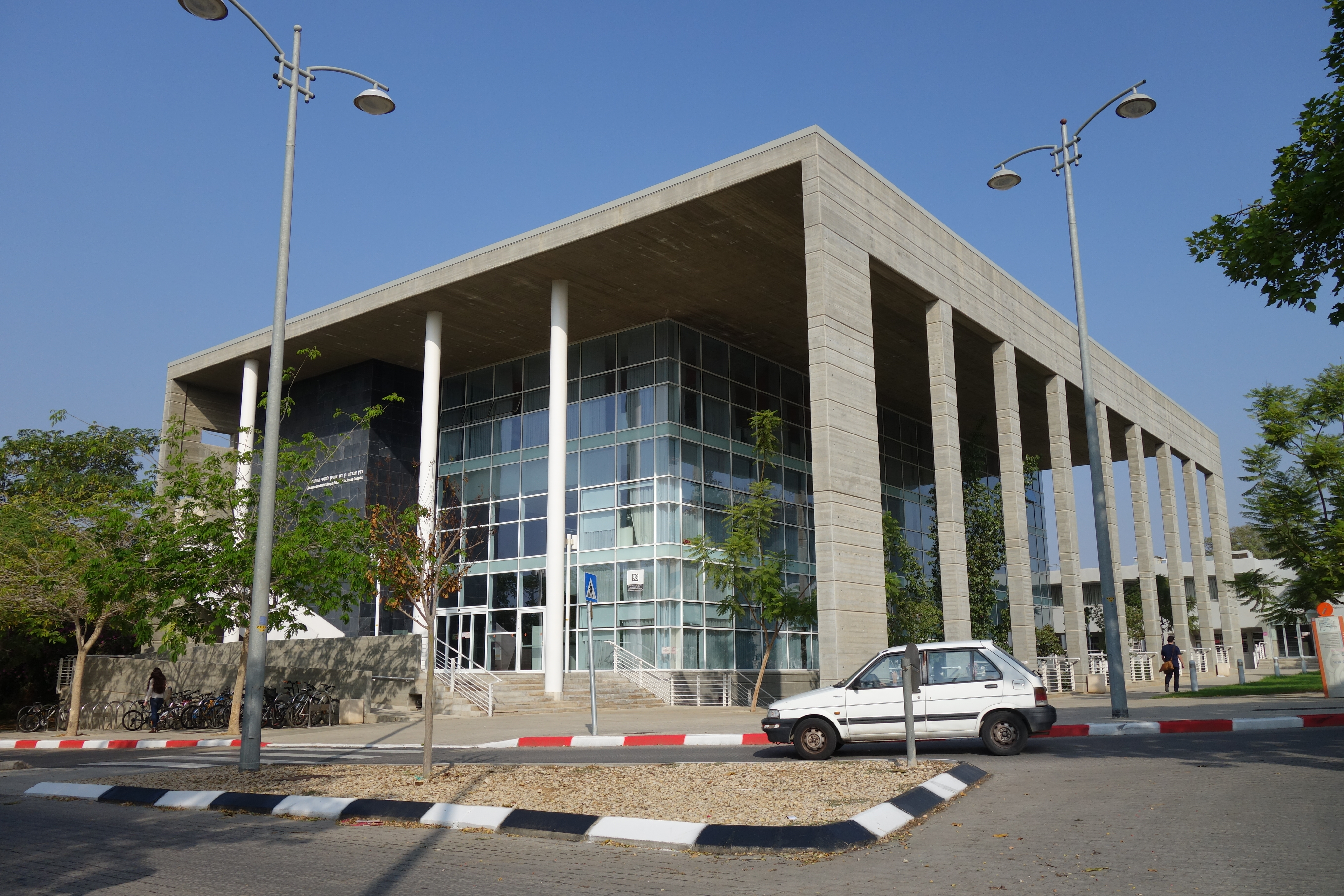
Complexo de Ciências Comportamentais Abraham Ben David Ohayon

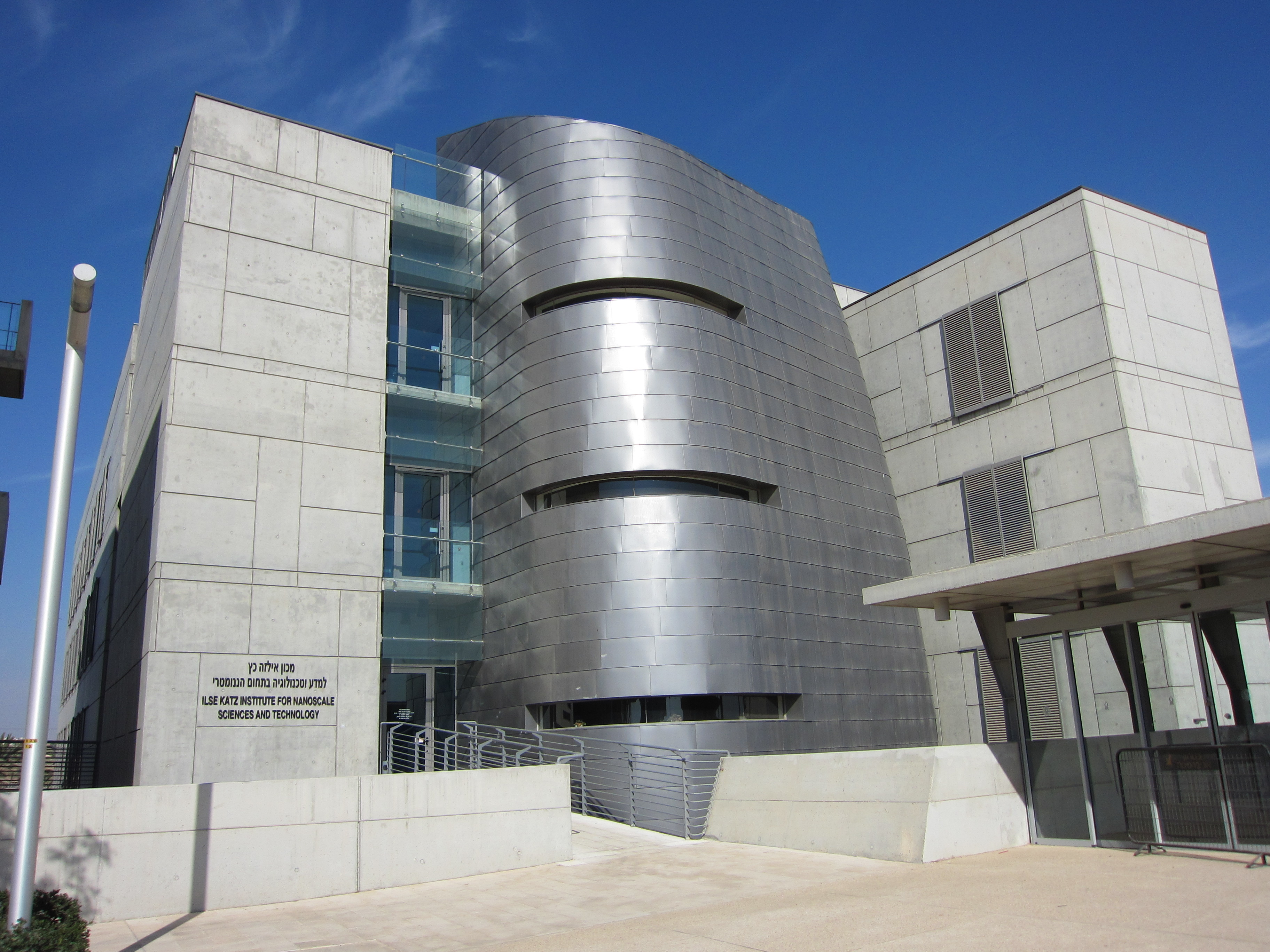
Instituto Ilse Katz de Ciência e Tecnologia em Nanoescala

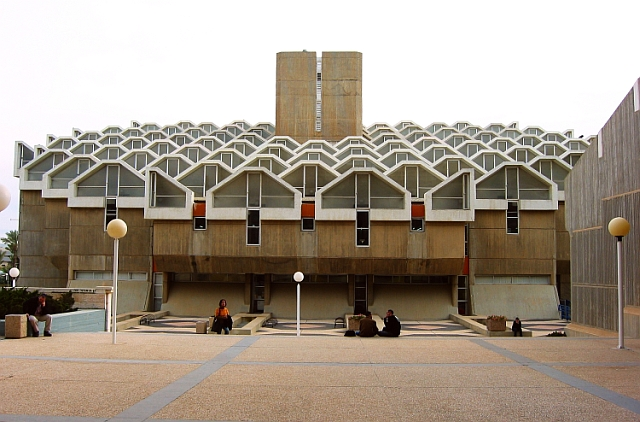
Biblioteca Central de Zalman Aranne

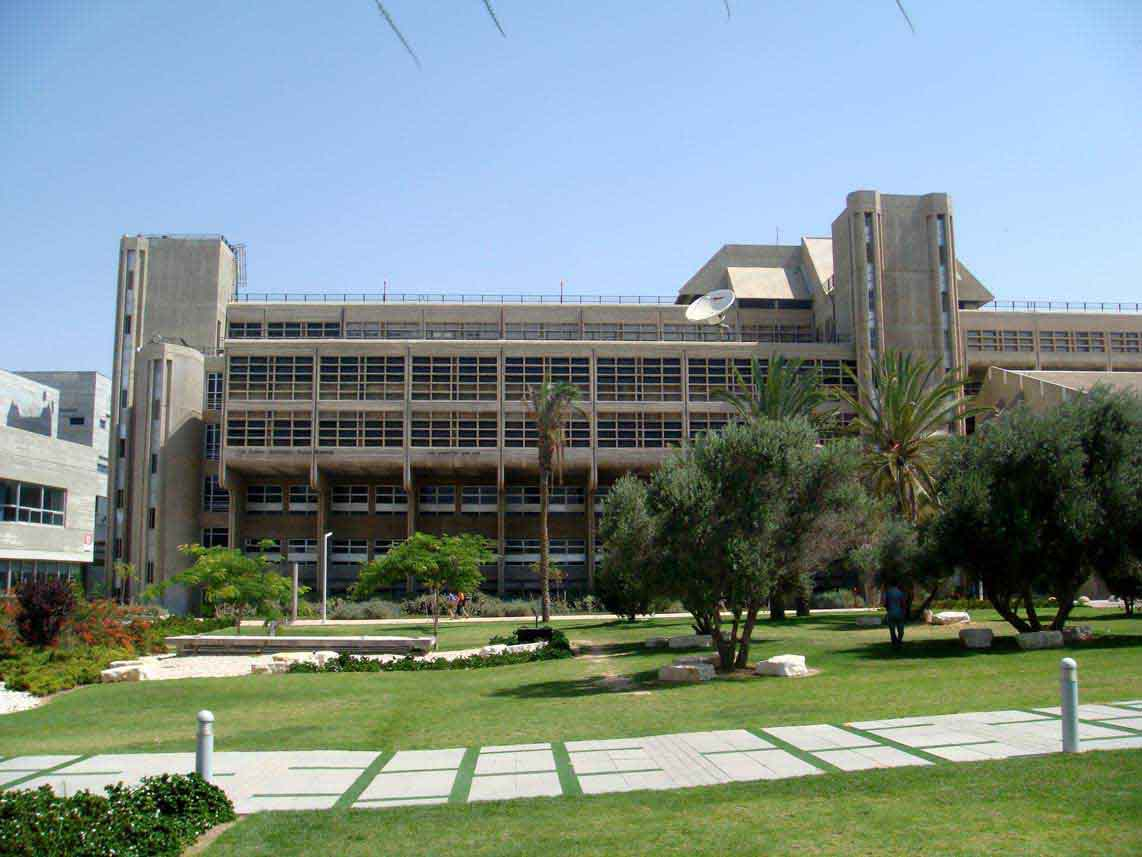
Cukier, Edifício Goldstein-Goren

A Universidade Ben-Gurion foi fundada em 1969 como a Universidade do Negev com o objetivo de promover o desenvolvimento do deserto de Negev, que compreende mais de sessenta por cento de Israel. A universidade foi rebatizada depois do fundador e primeiro-ministro de Israel, David Ben-Gurion, que acreditava que o futuro do país estava nessa região. Após a morte de Ben-Gurion em 1973, a Universidade foi renomeada como Universidade Ben-Gurion do Negev.
Em 2016, os amigos de longa data, o falecido Dr. Howard e Lottie Marcus legaram uma doação de 400 milhões de dólares para a Universidade Ben-Gurion. Este é o maior legado já feito a uma universidade israelense e a doação mais generosa a qualquer instituição no Estado de Israel. Os fundos duplicaram a dotação existente da Universidade, garantindo às futuras gerações uma riqueza de oportunidades para todos os tempos.
Um arqueólogo dessa Universidade, Eliezer Oren, descobriu, por volta de 1970, remanescentes dos fortes que integravam os Caminhos de Hórus - a estrada real que ligava o Antigo Egito à Canaã.

## Faculdades, escolas, centros e institutos de pesquisa
A Universidade Ben-Gurion tem cinco faculdades com 51 departamentos e unidades acadêmicas: Faculdade de Ciências da Engenharia, Faculdade de Ciências da Saúde, Faculdade de Ciências Naturais, Faculdade de Ciências Humanas e Sociais e a Faculdade de Administração e Gestão Guilford Glazer.
Também possui sete escolas, incluindo a Escola de Estudos Avançados de Kreitman, a Faculdade de Medicina Joyce e Irving Goldman, a Escola Leon e Mathilde Recanati para Profissões Comunitárias de Saúde, a Escola de Farmácia, a Faculdade de Ciências Cerebrais Inter-Facultativas, a Escola. para as Ciências do Laboratório Médico e a Escola de Educação Médica Continuada.
A Universidade Ben-Gurion possui oito institutos de pesquisa, incluindo o Instituto Jacob Blaustein para Pesquisa do Deserto, o Instituto Ilse Katz de Ciência e Tecnologia em Nanoescala, o Instituto de Pesquisa Ben-Gurion para o Estudo de Israel e do Sionismo e o Heksherim - O Instituto de Pesquisa Judaica e Literatura e Cultura Israelense.
Em 1978, o Prof. Alfred Inselberg, em seguida, com a Faculdade de Matemática, juntamente com o Dr. Sam Bergman e o Dr. Avraham Melkman, iniciaram o programa de Ciência da Computação que em 1982 atraiu mais de 200 estudantes. Notavelmente, este foi o primeiro programa universitário em Israel, onde os alunos aprenderam Pascal, terminais usados em vez de máquinas de cartões perfurados e onde o primeiro Laboratório de Computação Gráfica em Israel foi estabelecido. Esta foi a gênese da educação em Ciência da Computação na Universidade Ben-Gurion, que eventualmente levou a um departamento separado de Ciência da Computação.

### A Escola Médica de Saúde Internacional (EMSI)
A Faculdade de Medicina para Saúde Internacional nasceu de colaborações entre o corpo docente da Universidade Ben-Gurion e da Universidade de Columbia. Um programa conjunto de saúde e assistência médica global foi estabelecido em 1997.
A EMSI é uma escola de medicina de quatro anos, ao estilo norte-americano, que incorpora cursos de saúde globais nos quatro anos do currículo da faculdade de medicina. É uma colaboração em língua inglesa entre a Universidade Ben-Gurion da Faculdade de Ciências da Saúde de Negev e o Centro Médico da Universidade de Columbia e está localizada em Berseba, Israel. A escola matricula mais de 40 alunos por ano. A maioria dos estudantes é dos Estados Unidos, com vários do Canadá e outros países.

## Programas internacionais
Dez programas internacionais estão disponíveis na Universidade Ben-Gurion, incluindo: a Escola Internacional Albert Katz de Estudos do Deserto, a Escola Médica de Saúde Internacional, o Programa Estudantil Internacional Ginsburg-Ingerman, o Programa Internacional de Estudos Israelenses, o Mestrado em Progrrankingsm em Miranikindi e o programa de MBA Honors.

## Posições da universidade
A BGU foi classificada em 320º lugar no mundo, 70º na Ásia e 4º em Israel, de acordo com o Ranking Universitário Mundial do QS de 2016. A BGU também ficou em 31º lugar no ranking geral de jovens universidades de acordo com o QS 2016 "Top 50 Under 50" e o único em Israel até hoje. A BGU está classificada entre 101º e 150º geral em ciência da computação, de acordo com o Ranking Acadêmico das Universidades do Mundo de 2015 em Ciência da Computação por quatro anos consecutivos.

## Presidentes anteriores
- Prof. Moshe Prywes 1973-1975
- Embaixador Yosef Tekoah 1975-1981
- Maj-Gen (Res.) Shlomo Gazit 1982-1985
- Prof. Chaim Elata 1985-1990
- MK Prof. Avishay Braverman 1990-2006

## Membros notáveis do corpo docente
- Aaron Antonovsky, sociólogo
- Aharon Appelfeld, autor
- Haim Be'er, autor
- Jacob Bekenstein, físico teórico

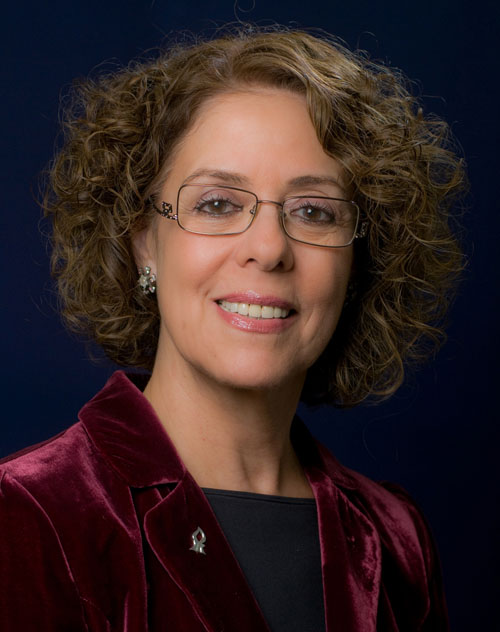
Rivka Carmi

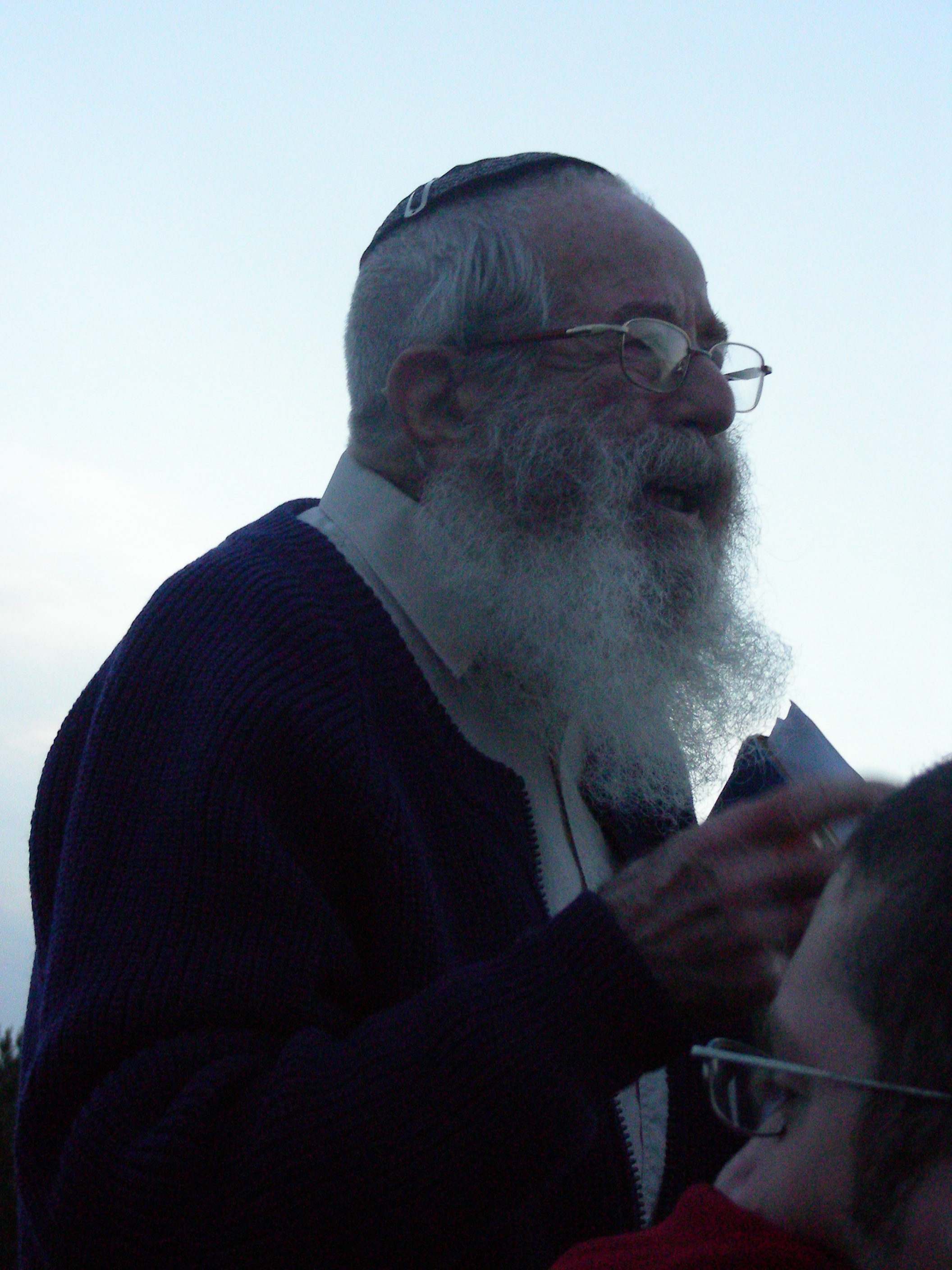
Yisrael Friedman

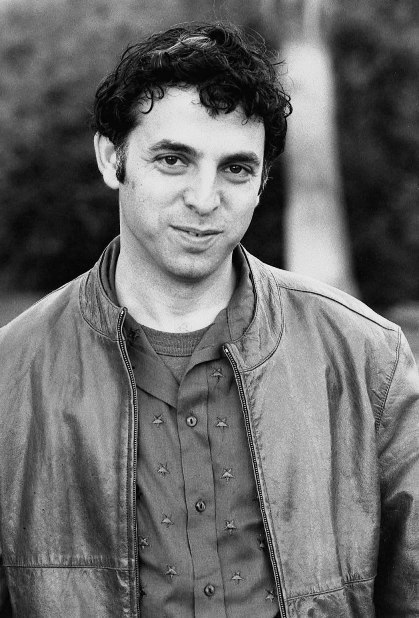
Etgar Keret

- Ilana Krausman Ben-Amos, historiadora
- Gerald Blidstein, pensador e historiador judeu - recebedor do Prêmio Israel[7]
- Dan Blumberg, geógrafo
- Rivka Carmi, pediatra
- Miriam Cohen, matemática
- Shlomi Dolev, cientista da computação
- David Faiman, engenheiro solar
- Yisrael Friedman, historiador
- Tikva Frymer-Kensky, erudito bíblico
- Neve Gordon, cientista político
- Yitzhak Hen, historiador
- Samuel Hollander, economista
- Klara Kedem, cientista da computação
- Etgar Keret, autor
- Howard Kreisel, filósofo
- Shaul Ladany, engenheiro industrial
- Michael Lin, matemático
- Dan Meyerstein, químico
- Benny Morris, historiador
- David Newman, geógrafo político
- Amos Oz, autor
- Renee Poznanski, cientista político e historiador do Holocausto na França[8]
- Joshua Prawer, historiador
- Eliseu Qimron, estudioso hebreu
- Eliahu Stern, geógrafo
- Aviad Raz, sociólogo
- Danny Rubinstein, jornalista
- Alice Shalvi, educadora
- Richard Shusterman, filósofo
- Daniel Sivan, professor de literatura hebraica
- Carsten Peter Thiede, estudioso da Bíblia
- Jacob Turkel, juiz da suprema corte israelense
- Oren Yiftachel, geógrafo
- Avishai Henik, psicólogo
- Moti Herskowitz, engenharia química
- Golan Shahar, psicólogo clínico
- Ohad Birk, cientista médico
- Steven A Rosen, arqueólogo
- Vered Slonim-Nevo, trabalho social
- Yuval Golan, cientista de materiais
- Jiwchar Ganor, cientista ambiental
- Joseph Kost, cientista biomédico
- Zvi HaCohen, química orgânica
- Oded Lowengart, marketing
- Limor Aharonson-Daniel, epidemiologia das lesões
- Yuval Elovici, segurança de computadores e redes
- Amit Schejter, estudos de comunicação
- Yuval Shahar, inteligência artificial e informática médica
- Noam Weisbrod, hidrologia
- Nirit Ben-Aryeh Debby, história da arte
- Abraham Zangen, neurociência